# Neolit na území Číny
Neolit na území Číny je období, které vědci datují od 10 000 př. n. l. do 2 000 př. n. l. Pro čínský neolit (neboli mladší dobu kamennou) je typické zavedení usedlých zemědělských komunit. Nejvýznamnější komunity se rozkládaly okolo Žluté řeky a řeky Jang-c’-ťiang. V tomto období vznikly známé pravěké kultury – například kultura Jang-šao a kultura Lung-šan.

## Krajina neolitické Číny
V místech dnešní Severočínské roviny mezi provinciemi Šan-si a Šan-tung ležela převážně jezera a mokřiny – Šan-tung vypadal jako ostrov oddělený od pevniny. Navíc v provinciích Che-nan a Che-pej se rozprostíraly bažiny a mokřiny, které bylo možné obývat pouze z malé části.

## Periodizace

### Raný neolit
Raným neolitem se označuje období 10 000 – 7 000 př. n. l., ve kterém došlo k velkým klimatickým změnám na území Číny, začalo se oteplovat, tály ledovce a řeky naplavovaly úrodnou půdu do údolí. Vytvářela se tak vhodná půda k zemědělství a kočovnické komunity lidí se začaly usazovat v těchto oblastech a zakládaly zemědělské osady. Lidé začali domestikovat zvířata a pěstovat zejména hlízovité a kořenové rostliny. Nejstarší kultura ze začátku raného neolitu se nazývá Ceng-pchi-jen (asi 10 000 – 9 000 př. n. l.) a byla pro ní typická keramika s vypichovaným a šňůrovým vzorem. Nejstarší důkazy o pěstování obilí v Číně jsou nálezy zrn prosa a kamenných zemědělských nástrojů, které pocházejí z provincií Che-nan, Che-pej a Šan-si, kde sídlily kultury Pchej-li-kang a Cch’-šan (cca 6500–4900 př. n. l.). Nositelé těchto kultur žili v jednoduchých stavbách s kruhovým nebo čtverhranným půdorysem, a vyráběli červenou a hnědou keramiku bez vzoru. Chovali vepře, ovce, psy a lovili divokou zvěř a ryby.

### Střední neolit
Středním neolitem se označuje období 6000 – 5000 př. n. l., kdy v Číně vznikla další centra neolitických kultur, jejichž nositelé obývali hlavně povodí Dlouhé řeky a Žluté řeky. Například kultura Che-mu-tu (5000-3500 př. n. l.) se proslavila nálezy nejstaršího pěstování rýže na území Číny. Obyvatelé opět chovali domestikovaná zvířata jako byli buvoli, psi a vepři, také lovili ryby a pěstovali čumizu (což je druh prosa). Zabývali se také tkaním. Jelikož se tato kultura nacházela v oblasti močálů a hrozily časté záplavy, obyvatelé svá dřevěná obydlí stavěli na pilotech.
Na keramice kultury Ta-wen-kchou (5000–2500 př. n. l.), jež se šířila po Šan-tungu, části Ťiang-su, An-chueje, Chu-nanu a dosáhla až do Liao-ningu, byly objeveny značky, jež jsou čínskými vědci interpretovány jako počátky čínského písma.
Jednou z obrovských změn v čínské společnosti v době středního neolitu byl vynález výroby hedvábí. Pěstování bourců, jež je velmi náročné, je na čínském venkově známo po tisíciletí. Je to velmi složitý proces.

#### Kultura Jang-šao
Kultura Jang-šao je nejdokonaleji zdokumentovanou neolitickou kulturou z tohoto období. Tato kultura se šířila podél středního toku Žluté řeky a jejího přítoku Wej-che, tedy v dnešních provinciích Che-nan, Šan-si, Šen-si, Che-pej a autonomních oblastech Ning-sia a Vnitřní Mongolsko. Pravěcí lidé se zde živili převážně pěstováním zemědělských plodin jako bylo proso a konopí, dále pak lovem, rybařením, chovem prasat a psů. Vypěstované obilí uchovávali před nečasem v keramických zásobnících s malůvkami ryb a jiných zvířat, rostlin či s kresbami rodových symbolů. Pro kulturu Jang-šao byla typická červená keramika s černým vzorem, kterým byly například geometrické obrazce, obrázky ryb a zvěře, lidské obličeje a značky připomínající písmo). Nositelé kultury Jang-šao pěstovali proso, zeleninu, moruše, chovali prasata a psy a další zvířata. Také chodili na lov a chytat ryby či sbírat volně rostoucí plody. Navíc vyráběli tkaniny na tkalcovském stavu. Pozůstatky po této kultuře byly nalezeny např. na území dnešního Si-anu (provincie Šen-si) ve vesnici Pan-pcho, která měla oválný půdorys, rozlohu asi 50 000 metrů čtverečních a byla obehnána hlubokým příkopem. Společnost v této vesnici byla pravděpodobně matriarchální, neboť nálezy dokládají pohřbívání žen uprostřed v hrobech a s ženami bylo také pohřbeno více předmětů než s muži. Vesničané ve vesnici Pan-pcho věřili v posmrtný život a prováděli obřady k zajištění úrody a úspěchu při lovu.

### Mladý neolit
V mnoha kulturách mladého neolitu, z nichž některé byly významně ovlivněny kulturou Jang-šao, se objevují první důkazy o zpracování nefritu. Byly nalezeny také pozůstatky sloužící k náboženským účelům, včetně nejstaršího chrámu. Navíc pro některé kultury byla charakteristická počáteční metalurgie – výroba předmětů z mědi, bronzu, stříbra a zlata.

#### Kultura Lung-šan
Kultura Lung-šan existovala v období 3000-2200 př. n. l. Byla rozšířena v oblastech dnešních provincií Šan-tung, Liao-ning, Che-nan, Che-pej, Šen-si a Šan-si. Nositelé této kultury zdokonalili technologii výroby keramiky i kamenných nástrojů a došlo k dalšímu rozvoji živočišné výroby. Domestikován byl kromě ovcí, vepřů a psů i hovězí dobytek, slepice a později možná i kůň. Obyvatelé nadále lovili divou zvěř a chytali ryby. Nejznámější nálezy z této doby jsou černé lesklé keramické nádoby. Tato kultura byla zřejmě rozšířena ve větší míře v severní Číně, jakož i v údolí Jang-c’ a dosahovala až na jihovýchodní pobřeží Číny. Společnost byla zřejmě patriarchální, podle nálezů v hrobech.
Podle archeologických nálezů se usuzuje, že se neolit z paleolitických počátků vyvinul na čínském území v několika centrech.
Tato kultura dosvědčuje také značnou expanzi zemědělství v neolitické Číně. V jednotlivých oblastech se také vytvářely regionální subkultury.
Kultura Lung-šan se ve své konečné fázi stala základem, z něhož se vyvinuly kultury rané doby bronzové v období vlády dynastií Sia a Šang. 